# Raúl Orosco
Raúl Orosco Delgadillo (* 25. März 1979 in Cochabamba) ist ein bolivianischer Fußballschiedsrichter.
Seit August 2008 leitet Orosco Spiele in der bolivianischen Liga de Fútbol Profesional Boliviano; bisher hatte er bereits über 250 Einsätze.
Seit 2009 steht er auf der Liste der FIFA-Schiedsrichter und leitet internationale Fußballpartien.
Bei der Copa América 2011 in Argentinien leitete Orosco unter anderem das Halbfinale zwischen Peru und Uruguay (0:2). Beim olympischen Fußballturnier 2012 in London leitete Orosco ein Spiel in der Gruppenphase. Zudem war er bei der U-17-Weltmeisterschaft 2013 in den Vereinigten Arabischen Emiraten im Einsatz. Bei der Copa América 2015 in Chile leitete Orosco unter anderem das Spiel um Platz 3 zwischen Peru und Paraguay (2:0).